# Convenio internacional para prevenir la contaminación de las aguas del mar por hidrocarburos
El Convenio internacional para prevenir la contaminación de las aguas del mar por hidrocarburos se aprobó en 1954 y en 1959 la OMI asumió la responsabilidad de administrarlo. A finales de los años sesenta se tomaron nuevas medidas a raíz de una serie de graves accidentes involucrando petroleros. Desde entonces la OMI ha adoptado numerosas medidas para prevenir los accidentes y derrames de petróleo en el mar, minimizar sus consecuencias y luchar contra la contaminación marina, incluida la causada por el vertido de desechos generados por actividades en tierra.
El convenio internacional sobre cooperación, preparación y lucha contra la contaminación por hidrocarburos o convenio OPRC es un instrumento básico con el que cuentan los estados para desarrollar sus políticas de lucha contra la contaminación marina.

## Incidente en la Gran Barrera de Coral
El 3 de marzo de 1970, el petrolero de crudo liberiano Oceanic Grandeur chocó contra una roca no cartografiada en el Estrecho de Torres mientras se dirigía de Dumai, Indonesia, a Brisbane. El incidente resultó en un significativo derrame de petróleo. Debido a la preocupación por la Gran Barrera de Coral, se proporcionaron enmiendas en OILPOL 71 para extender la zona restringida a la Gran Barrera de Coral.